# جون كينيدي
جون فيتزجيرالد «جاك» كينيدي (بالإنجليزية: John F. Kennedy) (29 مايو 1917 - 22 نوفمبر 1963)، ويشار إليه عادة بأحرفه الأولى JFK، هو سياسي أمريكي تولّى منصب الرئيس الخامس والثلاثين للولايات المتحدة من 20 يناير 1961 حتى اغتياله في 22 نوفمبر 1963. خدم كينيدي كرئيس في ذروة الحرب الباردة، وركز في جُلِّ فترة رئاسته على إدارة العلاقات مع الاتحاد السوفيتي. كينيدي هو عضو في الحزب الديمقراطي، ومثَّل ولاية ماساتشوستس في مجلس النواب ومجلس الشيوخ قبل أن يصبح رئيسًا.
ولد كينيدي في بروكلين، بماساتشوستس وهو ابن جوزيف كينيدي الأب وروز كينيدي. وهو سليل عائلة كينيدي التي هاجرت من مقاطعة وكسفورد في أيرلندا، التحق بجامعة هارفارد قبل انضمامه إلى قوات الاحتياط في بحرية الولايات المتحدة عام 1941. قاد كينيدي سلسلة من (قوارب بي تي) في جبهة المحيط الهادئ خلال الحرب العالمية الثانية، وحصل على ميدالية سلاح البحرية ومشاة البحرية عن خدمته. بعد الحرب، مثل كينيدي منطقة الكونغرس الحادية عشرة في ماساتشوستس في مجلس النواب في الولايات المتحدة من 1947 إلى 1953. وانتخب بعد ذلك في مجلس الشيوخ الأمريكي وعمل كسيناتور من ماساتشوستس من 1953 حتى 1960. نشر خلال هذه الفترة كتابه «ملامح في الشجاعة»، والذي فاز بجائزة بوليتزر عن فئة السيرة الذاتية. ترشح كينيدي في الانتخابات الرئاسية عام 1960، وانتصر بفارق ضئيل على نائب الرئيس وقتها ونظيره الجمهوري ريتشارد نيكسون.
اتسمت فترة كينيدي بالتوترات مع الدول الشيوعية في الحرب الباردة. حيث زاد عدد المستشارين العسكريين الأمريكيين في فيتنام الجنوبية. في أبريل 1961، فشل الجيش الأمريكي عندما حاول الإطاحة بالحكومة الكوبية والرئيس فيدل كاسترو في عملية غزو خليج الخنازير. ورفض بعد ذلك خطط رؤساء الأركان المشتركة لتنظيم هجمات كاذبة على الأرض الأمريكية لنيل موافقة الشعب على شن حرب على كوبا. وفي أكتوبر 1962، اكتشفت طائرات التجسس الأمريكية وجود قواعد صواريخ سوفياتية في كوبا؛ تبع هذا فترة من التوتر عرفت باسم أزمة الصواريخ الكوبية، وكادت تقود العالم إلى حرب نووية. عمل كينيدي في الصعيد المحلي على إنشاء فرق السلام ودعم حركة الحقوق المدنية، لكنه لم ينجح في إقرار سياساته الحدودية الجديدة. يحظى كينيدي بمرتبة متقدمة في استطلاعات المؤرخين وعامة الناس حول الرؤساء الأميركيين. متوسط الاستطلاعات الإيجابية له على مؤشرات غالوب هو 70% وهو الأعلى بين جميع الرؤساء في تاريخ مؤسسة الاستطلاعات.
اغتيل كينيدي في مدينة دالاس في 22 نوفمبر 1963. وأدى نائب الرئيس ليندون جونسون اليمين رئيسًا في وقت لاحق من ذلك اليوم. وخلص تحقيق مكتب التحقيقات الفيدرالي وتقرير وارن رسميًا إلى أن لي هارفي أوزوالد كان القاتل الوحيد، ولكن ترى مجموعات مختلفة أن كينيدي كان ضحية مؤامرة. بعد وفاة كينيدي، تم إصدار قوانين بالعديد من مقترحاته، بما في ذلك قانون الحقوق المدنية لعام 1964 وقانون الإيرادات لعام 1964.

## رئاسته

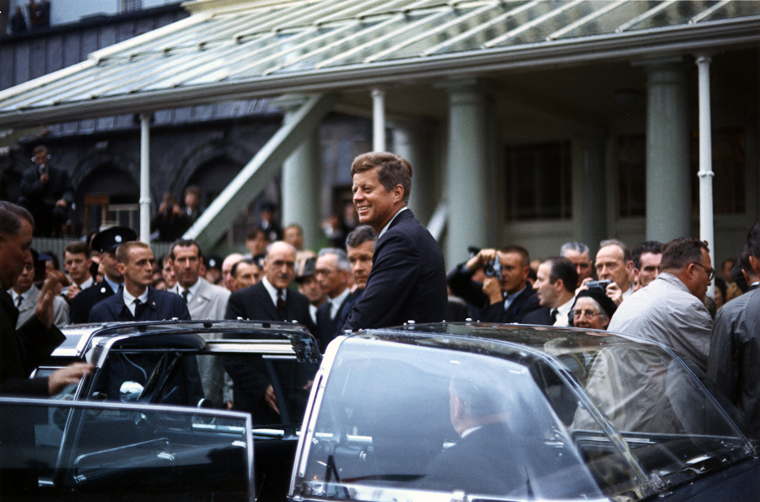
جون كينيدي في أيرلندا بتاريخ 27 يونيو عام 1963.

انضم جون كينيدي إلى السياسة كرجل ديمقراطي عندما انتهت الحرب، وكانت بدايته عضو في مجلس النواب عام 1946م، ولاحقًا في مجلس الشيوخ عام 1952م.
انتخب لرئاسة أمريكا كمرشح عن الحزب الديمقراطي وعمره في ذلك الوقت 43 عامًا وذلك في انتخابات عام 1960 والذي واجه فيه خصمه الجمهوري ريتشارد نيكسون، وقد ربح في تلك الانتخابات بفارق ضئيل. وهو أول أمريكي كاثوليكي روماني يصل لكرسي الرئاسة بينما جميع رؤساء الولايات المتحدة من مذاهب بروتستانتية مختلفة، وهو أصغر رئيس أمريكي منتخب.
تولى الرئاسة في فترة رهيبة وحرجة من الصراع في الحرب الباردة، وكان صاحب مواقف قوية في مواجهة السوفيت في كافة المجالات سواء العسكرية منها (بشكل غير مباشر) أو السياسية من خلال مجلس الأمن أو الإعلام أو القنوات الدبلوماسية، وهو الأمر الذي جعله أحد أكثر رؤساء أمريكا شعبية وأحد أكثرهم أهمية.
على صعيد المال، اقترح كينيدي إجراءات وفرض ضرائب على أصحاب الثروات الخيالية فأغضبهم، وعلى صعيد الاجتماعي ساند حركة الحقوق المدنية، فأغضب الولايات الجنوبية، وبعض السود شعروا بأنه معتدل زيادة عن اللزوم، مثّل كينيدي أمل الشباب والشابات وطموحاتهم، وكانت شهرته بين الشباب أكثر من غيرها، كما مثّل الملونين الذين كانوا يتطلعون إليه من أجل بناء عالم جديد، وفاعليّة المخابرات المركزية، وإمكانية انتشار الإحساس بالفنون في أوساط أصحاب المناصب الرفيعة، وقيام القوانين والدساتير بحماية حقوق الإنسان والأفراد مهما كان مستوى الدخل السنوي أو المركز الاجتماعي أو العرق أو التطلّعات، وذلك تماماً كما طمح واضعو الدستور.
تنفس معظم الأمريكيين مع دخول كينيدي البيت الأبيض، فقد تبنّى برامج الجبهة الجديدة التي ترمي إلى تقليص العوز والفقر والتمييز العنصري، وإلى خلق المزيد من فرص العمل لأصحاب الأفكار الخلاّقة.
وكان من أهم الأحداث في فترة ولايته عملية اقتحام خليج الخنازير وأزمة الصواريخ الكوبية، وبناء جدار برلين والإرهاصات الأولى لحرب فيتنام وحركة الحقوق المدنية الأمريكية وسباق غزو الفضاء حيث أنه صاحب الوعد الشهير بإنزال إنسان على القمر. كما كان معارضاً لانتشار الشيوعية.
وقد ألّف كينيدي عدّة كتب أشهرها كتاب ((لماذا نامت إنجلترا)) و ((صورة عن الشجاعة))، كما نال شرف جائزة ((بوليتزر)).

## أهم الاحداث والقرارات

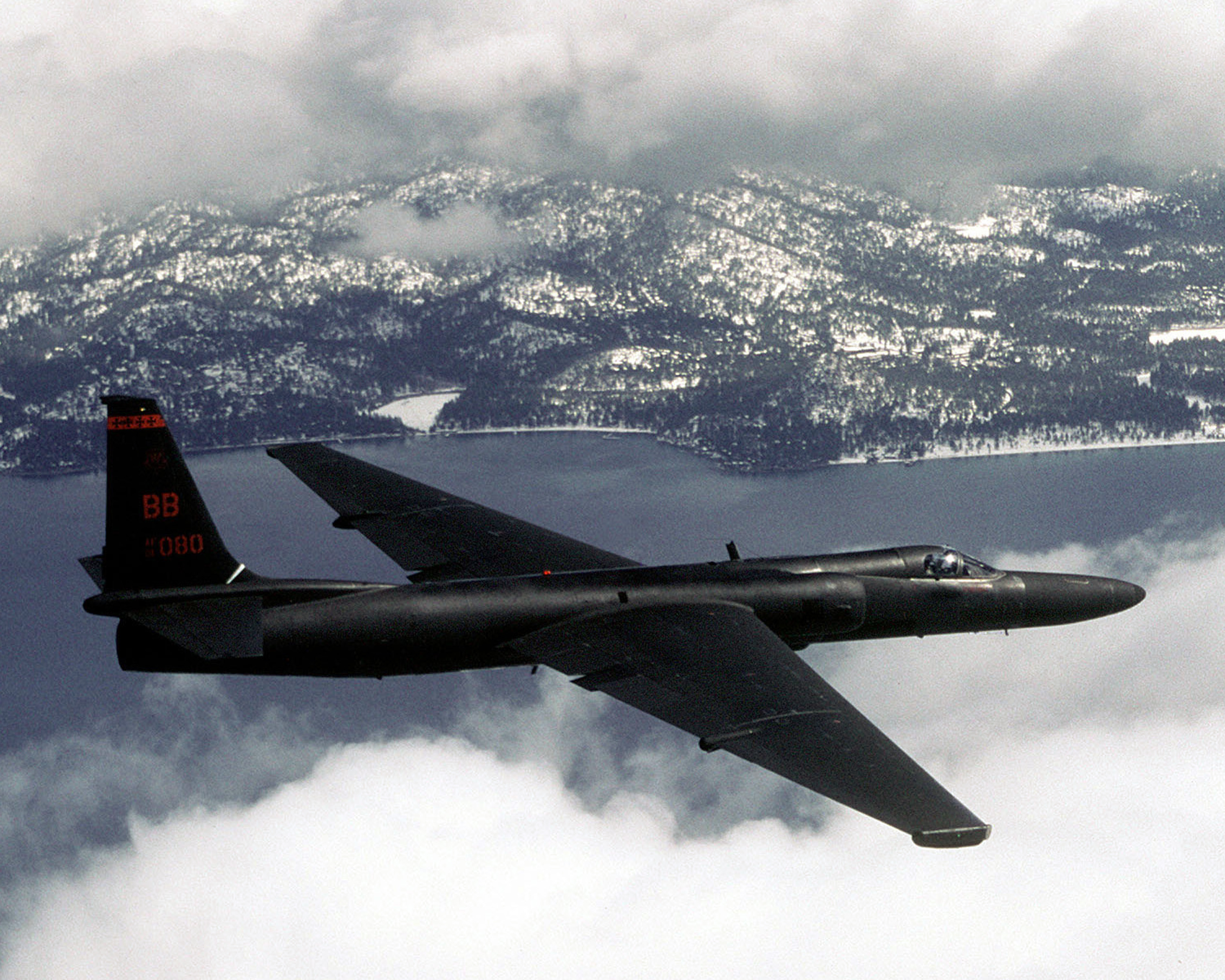
أزمة سقوط طائرة التجسس الأمريكية يو-2 في كوبا والاتحاد السوفيتي أبرز القضايا يتناول الرئيس كينيدي مع خروشوف.

### ازمة الصواريخ الكوبية
في تاريخ 14 أكتوبر 1962، التقطت طائرات U-2 للتجسس التابعة للـ CIA صور لصواريخ يتم تركيبها في كوبا من قبل الاتحاد السوفيتي.
و بعد يومين بتاريخ 16 أكتوبر بدأت ما يعرف بأزمة الصواريخ الكوبية حيث كانت موجهة باتجاه الولايات المتحدة الأمريكية وقادرة على حمل رأس نووي مما يشكل خطر على الولايات المتحدة الأمريكية. أما الرئيس جون كندي فقد واجه أصعب قرارات حياته وهو الخيار بين مهاجمة الصواريخ أو عدم الهجوم.
أما في حالة الهجوم على الصواريخ، ربما يكون لها عواقب كارثية وتندلع حرب عالمية نووية بين الولايات المتحدة الأمريكية والاتحاد السوفيتي قد تنهي العالم أو دول كثيرة وحياة الملايين قد تكون بخطر. والخيار الثاني هو عدم فعل أي شي مما قد يكون خطيراً جداً على الولايات المتحدة وأيضاً قد تظهر أمريكا بمكانة أقل للعالم إذا لم يقرر الجواب لهذه الصواريخ.
في تاريخ 22 أكتوبر قرر جون كندي وعلى الهواء مباشرة إرسال قوات البحرية الأمريكية لمنع السوفيت من إكمال المشروع لبناء الصواريخ. وبعدها طلب من الرئيس السوفيتي نيكيتا خروتشوف ووافق الطرفان على رفع الصواريخ السوفيتية من كوبا مقابل وعد أمريكي بعدم غزو كوبا.
بعد الحادثة اتهم بعضهم كينيدي بانعدام المسؤولية، وعندما طوّر العلاقات مع الاتحاد السوفيتي نظر السياسيين اليمينيين إلى ذلك التصرف كنوع من التعاطف مع الشيوعية.
تعد هذه الأحداث هي أقرب ما وصلت إليه البشرية من حرب نووية قاتلة. وأيضًا جعلت قوة الإرادة الأمريكية أمام العالم أقوى. إما على الصعيد الداخلي فقد ارتفعت نسبة شعبية ومؤيدي الرئيس جون كندي من 66% إلى 77% بعد هذه الحادثة، وقدّمت وسائل الإعلام صورة جذّابة عنه وعن زوجته.

### سباق الفضاء
جون كندي هو الرئيس المعروف عنه أنه قال يجب وضع إنسان على القمر وإرجاعه بسلامة إلى الأرض. وأصر كينيدي على هذا المسار بعد أن التقى رئيس ناسا جيمس ويب حيث أطلعه ويب على أن تكلفة مشروع أبولو إلى القمر قد تصل إلى 40 مليون دولار أمريكي. في شهر سبتمبر سنة 1963 دعا جون كينيدي السوفيت إلى مشروع مشترك للوصول إلى القمر ولكن السوفيت رفضوا ذلك.

## زيارته لولاية تكساس
في السنة الثالثة من رئاسته، قرّر كينيدي زيارة ولاية تكساس تلك الولاية التي تعمل روح الثورة ضد كينيدي في نفوس أكثر مواطنيها، لكن كينيدي يحتاج إلى أصوات مواطنيها ليفوز في انتخابات عام 1964م، فخطّط للقيام بزيارة تستمر يومين بحيث يتوقف في سان أنطونيو وهيوستن وفورتاليزا ثم مدينة دالاس.
وصل الكثير من التهديدات قبل أن يغادر الرئيس البيت الأبيض، وألح بعض المستشارين عليه كي لا يذهب إلى ولاية تكساس، لكنه ظلّ يشعر أنّه سيعيش حياة مديدة.

## الاغتيال

جون كينيدي وزوجته جاكلين في المقعد الخلفي للسيارة التي تعرض للاغتيال فيها، جون كونالي يجلس أمامه في المقعد الأمامي وقد أصيب في الحادثة

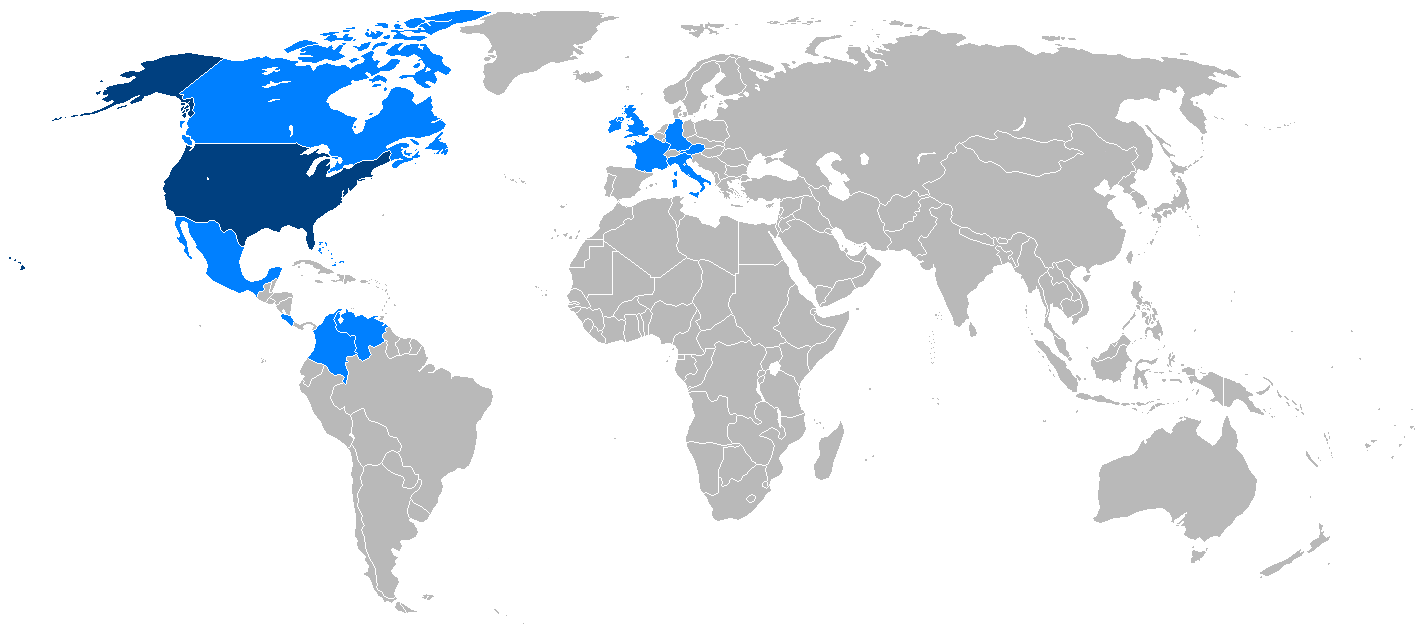
البلدان التي زارها كندي خلال فترة رئاسته

في يوم الزيارة، تحولّ المناخ فجأة من الجو الماطر إلى الجو المشمس مما جعل الرئيس يرفع غطاء السيارة المضادة للرصاص وهكذا سار الموكب الرئاسي عبر شوارع دالاس، تكساس بسيارة مكشوفة برفقة زوجته جاكلين كينيدي كما كان يرافقه في نفس السيارة حاكم ولاية تكساس جون كونالي.
كان لي هارفي أوسولد وعمره 24 سنة، يقبع في مستودع كتب مدرسة تكساس، ويحضّر بندقيته ليستخدمها في اغتيال كينيدي. عمل أوسولد فنياً للرادار في المارينز، ثم تنقل من عمل إلى عمل، ومن مكان إلى مكان آخر، خاصة بعد فشل زواجه.
انطلق الموكب الرئاسي من المطار، شق الموكب طريقه، وراح الرئيس يلوّح للجمهور.
وفي الساعة 12:30 انطلقت الرصاصة الأولى لتخترق عنق الرئيس من الخلف، وتمرّ عبر حنجرته.. وتصيب جون كونالي حاكم ولاية تكساس، ثم انطلقت الرصاصة الثانية لتصيب جمجمة الرئيس وتلطخ جاكلين بالدماء، وهنا انطلقت الرصاصة الثالثة، ثم اندفع رجل الأمن المرافق ودفع زوجة كينيدي إلى مقعدها ورمى نفسه فوقها كي لا تُصاب بالرصاص، توقفت سيارة الرئيس وأصيب السائق بالتجمد، واندفعت سيارة الرئيس باتجاه مشفى باركلاند، وهناك فتح الجراحون القصبة في عنق الرئيس لتسهيل عملية التنفّس، وقاموا بإجراء عملية نقل الدم، وعند الواحدة ظهراً توفي الرئيس جون كينيدي.
جاء رجال المباحث السريّة لإخراج الجثة من المشفى، لكن سلطات إدارة المشفى رفضت تسليمها، وهنا استعمل رجال المباحث أسلحتهم، وأخرجوا الجثة بقوة السلاح.
بعد ربع ساعة، شاهد أحد رجال الشرطة رجلاً تنطبق عليه أوصاف أوسولد وحاول إيقافه، ولكن أوسولد حاول إطلاق النار من مسدسه، وقتل شرطيًا. هنا تبعه رجال شرطة آخرون وتمكنوا من القبض عليه، وتبيّن أنه أوسولد.
أصيبت البلاد بالصدمة لدى سماع النبأ، بل أن العالم كله أصيب بالصدمة.
أدين لي هارفي اوسولد بارتكاب الجريمة، وقد قُتل أوسولد بعد يومين على يد اليهودي جاك روبي أمام مرأى من الملايين الذين كانوا يشاهدون التلفاز، وذلك قبل انعقاد المحكمة، وقد توفي روبي في فيما بعد عقب إصابته بسرطان الرئة بشكل اعتبره البعض مريبًا وذلك قبل إعادة محاكمته هو الآخر. وقد توصلت لجنة وارن عقب التحقيق إلى أن أوسولد قام بعملية الاغتيال منفردًا، بينما توصلت لجنة أخرى إلى أن هناك احتمال وجود مؤامرة. وقد بقيت عملية الاغتيال مثار جدل عام على الدوام. وما تزال تثار شكوك بأن لوكالة المخابرات الأمريكية سي. آي. إيه (CIA)، أو لجهاز استخبارات الاتحاد السوفييتي السابق (كي جي بي) يد في مقتله، كما أن رفضه للجماعات السرية مثل الماسونية والمتنورون (illuminati) أثار الشبهة بأن لأفرادها يد في ذلك، وتثار شكوك أيضًا أن اغتياله كان بإيعاز إسرائيلي خاصة بعد إصراره على تفتيش مفاعل ديمونة الإسرائيلي والتأكد ما إذا كان يحتوي على قنابل ذرية أم لا.
كما يعتقد أن السائق هو القاتل كما تظهر بعض مقاطع الفيديو. ولكن مقتل كينيدي يبقى لغزًا تختلف حوله الحقائق والإثباتات.
استمرت التحقيقات تسعة شهور، وشملت 25000 مقابلة قام بها رجال مكتب التحقيقات الفدرالية، وملأت 26 مجلّداً، أما الجنازة فقد حضرها كل زعيم من زعماء دول الغرب، كما شاهدها الملايين على شاشات التلفاز.
عادت آلة الحكومة إلى الدوران، وتابع الرئيس الجديد ليندون جونسون المسيرة، لكنه غيّر سياسة كينيدي تجاه حرب فيتنام.
الاقتباس الشهير، «لا تسل عما يمكن لبلادك أن تقدم لك، بل عما يمكنك أن تقدم لبلادك.»
في 19 يناير 2025، قال الرئيس الأمريكي المنتخب، دونالد ترامب، إنه سيفرج عن وثائق سرية في الأيام المقبلة تتعلق باغتيال الرئيس الأمريكي السابق جون كينيدي، والسناتور روبرت كينيدي، والناشط الأمريكي الشهير مارتن لوثر كينغ.

## من أقواله الشهيرة
- الأطفال أهم موارد العالم وأفضل أمل في المستقبل
- الوقت المناسب لإصلاح السقف هو وقت سطوع الشمس.
- دعنا لا نتناقش أبدًا بدافع الخوف، لكن دعنا أيضاً لا نخشى النقاش قط.
- ما أدهشني عندما تولينا السلطة أن معظم الأمور كانت بالسوء الذي كنا ندعيه.
- لا تحدث الأشياء من تلقاء نفسها، بل يتم إحداثها.
- التغيير سنة الحياة، ومن يقصرون نظرهم على الماضي أو الحاضر سوف يخسرون المستقبل
- أنا مثالي دون أوهام.
- من الحقائق المؤسفة أن بإمكاننا تأمين السلام فقط بالتحضير للحرب.
- إن لم يستطع المجتمع الحر مساعدة الفقراء الكثيرين فلن يتمكن من إنقاذ الأغنياء القليلين.
- مشاكلنا من صنع البشر، ولذلك يمكن للبشر حلها، فليس من مشكلة تخص المصير البشري تكون فوق مستوى البشر.
- لكل برنامج عمل مخاطر وتكاليف، لكنها أقل كثيرا من المخاطر والتكاليف واسعة النطاق للكسل المريح.
- سامح أعداءك، لكن لا تنس أبدا أسماءهم.
- بإمكان فرد واحد أن يُحدِث فارقا، وعلى الجميع أن يحاولوا.
- طفل لم يتعلم هو طفل مفقود.
- جهل ناخب واحد في نظام ديمقراطي يضر بأمن المجتمع كله.
- الحقيقة الوحيدة الثابتة هو أنه لا شيء أكيد أو غير قابل للتغيير.
- لا تدعوا الله أن يهبكم حياة سهلة، بل ادعوه أن يبث فيكم القوة.
- من يجرؤون على الفشل الذريع بإمكانهم تحقيق كل ما هو عظيم.
- من يجعلون الثورة السلمية مستحيلة يجعلون الثورة العنيفة حتمية.
- علينا استخدام الوقت كأداة وليس كعكاز.
- لا غنى لكل من الزعامة والتعلم عن بعضهما البعض.
- على الإنسانية أن تضع حدا للحرب وإلا فسوف تضع الحرب حدا للإنسانية.
- إن لم نستطع أن ننهي خلافاتنا الآن، فيمكننا على الأقل المساعدة على أن يكون العالم مكاناً آمناً للاختل...
- طريق الحرية أفضل طريق للتقدم.
- ليس لجميعنا نفس درجات الموهبة، لكن يجب أن يتاح لنا جميعاً فرص متساوية لتطوير مواهبنا.
- نحن مع الحرية، فهذا إيماننا الراسخ والتزامنا الوحيد تجاه الآخرين.
- العقل البشري هو موردنا الأساسي.
- نحتاج لرجال يستطيعون أن يحلموا بأشياء لم يسبق لها مثيل.
- كلما زادت معرفتنا زاد جهلنا.
- قد يموت شخص، وقد تنهض الأمم أو تتقوض، لكن الفكرة تستمر في الحياة؛ فالأفكار لا تنتهي صلاحيتها
- يجب ألا ننسى أن الفن ليس صورة من صور الدعاية السياسية، بل صورة من صور الحقيقة
- الحرية دون تعليم في خطر دائم، أما التعليم دون حرية فيذهب سدى.
- لا تكفي الجهود والشجاعة دون هدف واتجاه
- السياسة الداخلية قد تخذلنا ليس إلا، أما السياسة الخارجية فبإمكانها قتلنا
- المطابقة سَجَّانة الحرية وعدوة النمو.

## وصلات خارجية
- جون كينيدي على موقع IMDb (الإنجليزية)
- جون كينيدي على موقع ميتاكريتيك (الإنجليزية)
- جون كينيدي على موقع الموسوعة البريطانية (الإنجليزية)
- جون كينيدي على موقع مونزينجر (الألمانية)
- جون كينيدي على موقع ألو سيني (الفرنسية)
- جون كينيدي على موقع ميوزك برينز (الإنجليزية)
- جون كينيدي على موقع أول موفي (الإنجليزية)
- جون كينيدي على موقع قاعدة بيانات الأفلام السويدية (السويدية)
- جون كينيدي على موقع إن إن دي بي (الإنجليزية)
- جون كينيدي على موقع ديسكوغز (الإنجليزية)
- الصفحة الخاصة بالرئيس جون كينيدي في موقع البيت الأبيض
- حقائق ومصادفات بين لينكولن وجون كينيدي.. يعجز العلم عن تفسيرها!
- الرئيس جون كينيدي، أصغر رئيس أمريكي
- اغتيال جون كينيدي
- رابط لصورة حادثة الاغتيال (صورة عنيفة)